# فهرس كوليندر

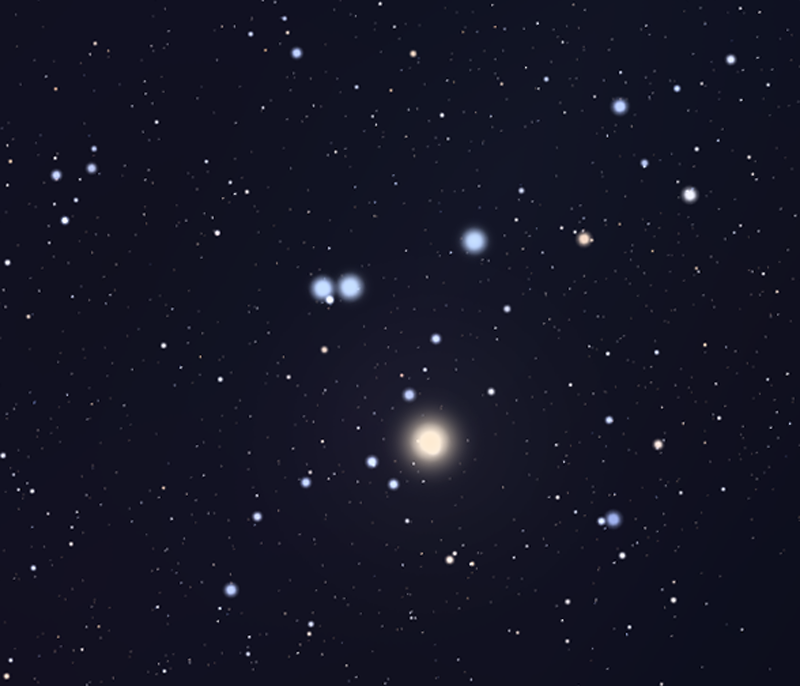
كوليندر 135 عنقود مفتوح في كوكبة الكوثل

في علم الفلك، فهرس كوليندر هو فهرس فلكي يتكون من 471 عنقود نجمي مفتوح من قبل الفلكي السويدي بير كوليندر. وقد نشر في عام 1931 كملحق لبحث كوليندر حول الخصائص الهيكلية لعناقيد المجرة المفتوحة وتوزيعها المكاني. يتم الإشارة إلى أجرام الفهرس بواسطة كلمة كوليندر، على سبيل المثال. «كوليندر 399». وتستخدم السابقة Col + رقم الفهرس, أو Cr + رقم الفهرس, مثال. "Cr 399".

## أجرام بارزة
بعض الإجرام الفلكية البارزة في الفهرس:
- NGC 129
- NGC 188
- NGC 225
- NGC 436
- NGC 457
- مسييه 103
- NGC 663
- Collinder 22
- NGC 752
- Trumpler 2
- Collinder 39
- الثريا (عنقود نجمي) (الثريا)
- القلائص (عنقود نجمي) (القلائص)
- NGC 2158
- Collinder 140
- Collinder 154
- مسييه 44 (خلية النحل)
- NGC 3293
- Collinder 256
- مجموعة الدب الأكبر المتحركة
- عنقود الفراشة
- Collinder 399 (Brocchi's Cluster or Coathanger)
- NGC 7142

## أخطاء
هناك بعض الأخطاء في قائمة كوليندر أو مراجعها. فمثلا:
- Cr 32 هو نفس Cr 33
- Cr 84 ليس NGC 2175 كما يذكر غالبا (جرم NGC هو مجرد سديم) وهناك شك حول صفة هذا الجرم.
- موقع Cr 185 «بعيد بحوالي 1دقيقة نحو الغرب و 10 'بعيدا نجو الشمال»
- Cr 220 ليس NGC 3247
- Cr 234 هو الجزء الجنوبي من Cr 233
- Cr 240 ليس NGC 3572 ولكن داخلة.
- Cr 249 في بعض الأحيان يتم تعريفها بأنه IC 2944 ولكن يرتبط معه فقط، وهذا الأخير هو سديم.
- موقع Cr 275 خطاء
- Cr 371 ليس NGC 6595
- Cr 427 ليس NGC 7023
- Cr 429 ليس NGC 7023 أو، أنه في الواقع غير موجود
- Cr 470 ليس IC 5146